# Dolina Pięciu Stawów Polskich

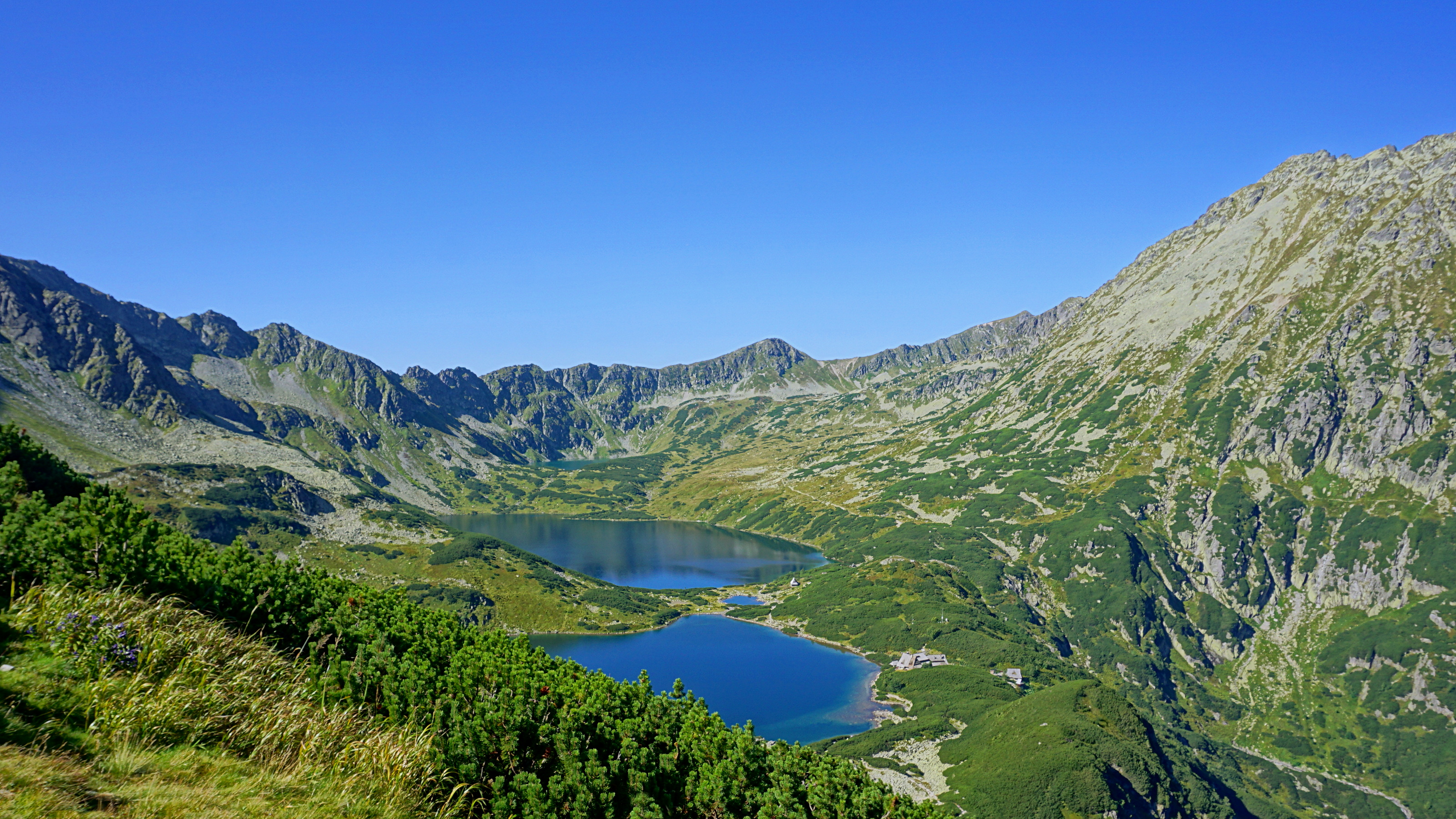
Dolina Pięciu Stawów Polskich ze szlaku przez Świstówkę Roztocką

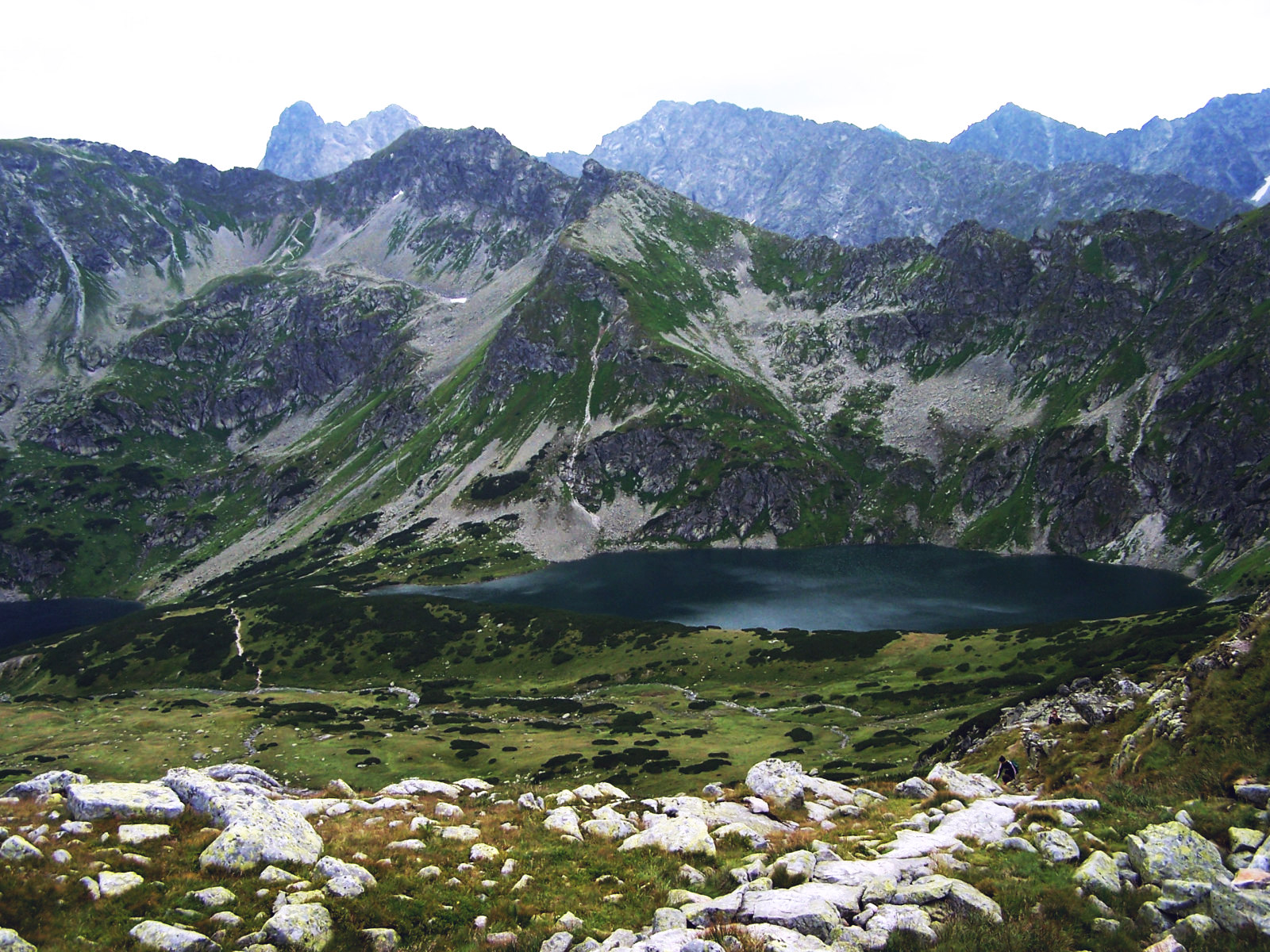
Czarny Staw Polski i Szpiglasowy Wierch

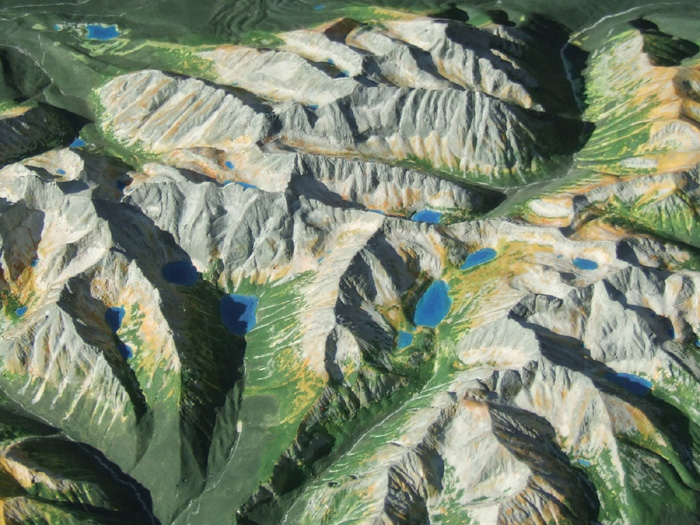
Dolina Pięciu Stawów Polskich i Rybiego Potoku na mapie plastycznej Tatr

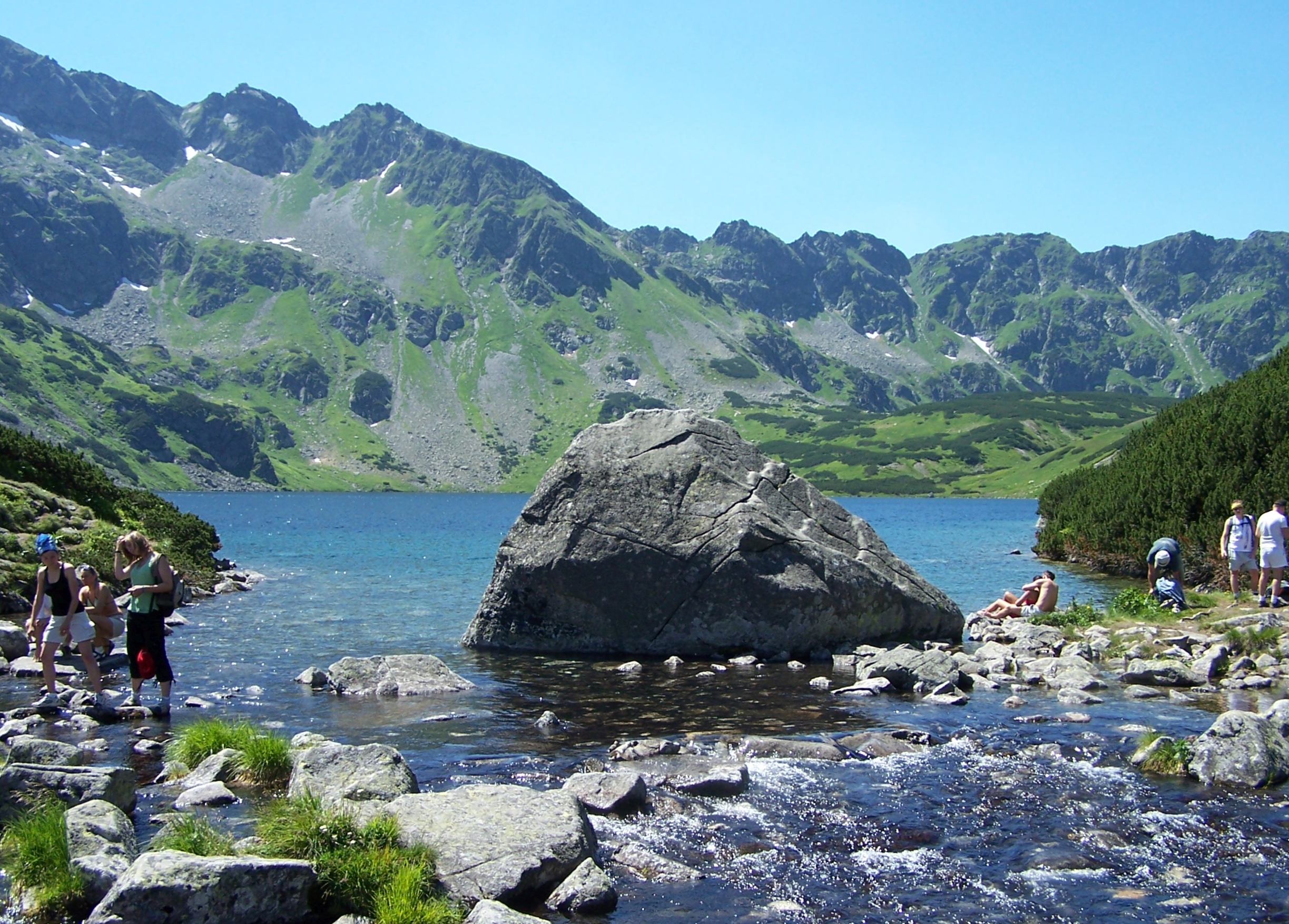
Głaz w Wielkim Stawie

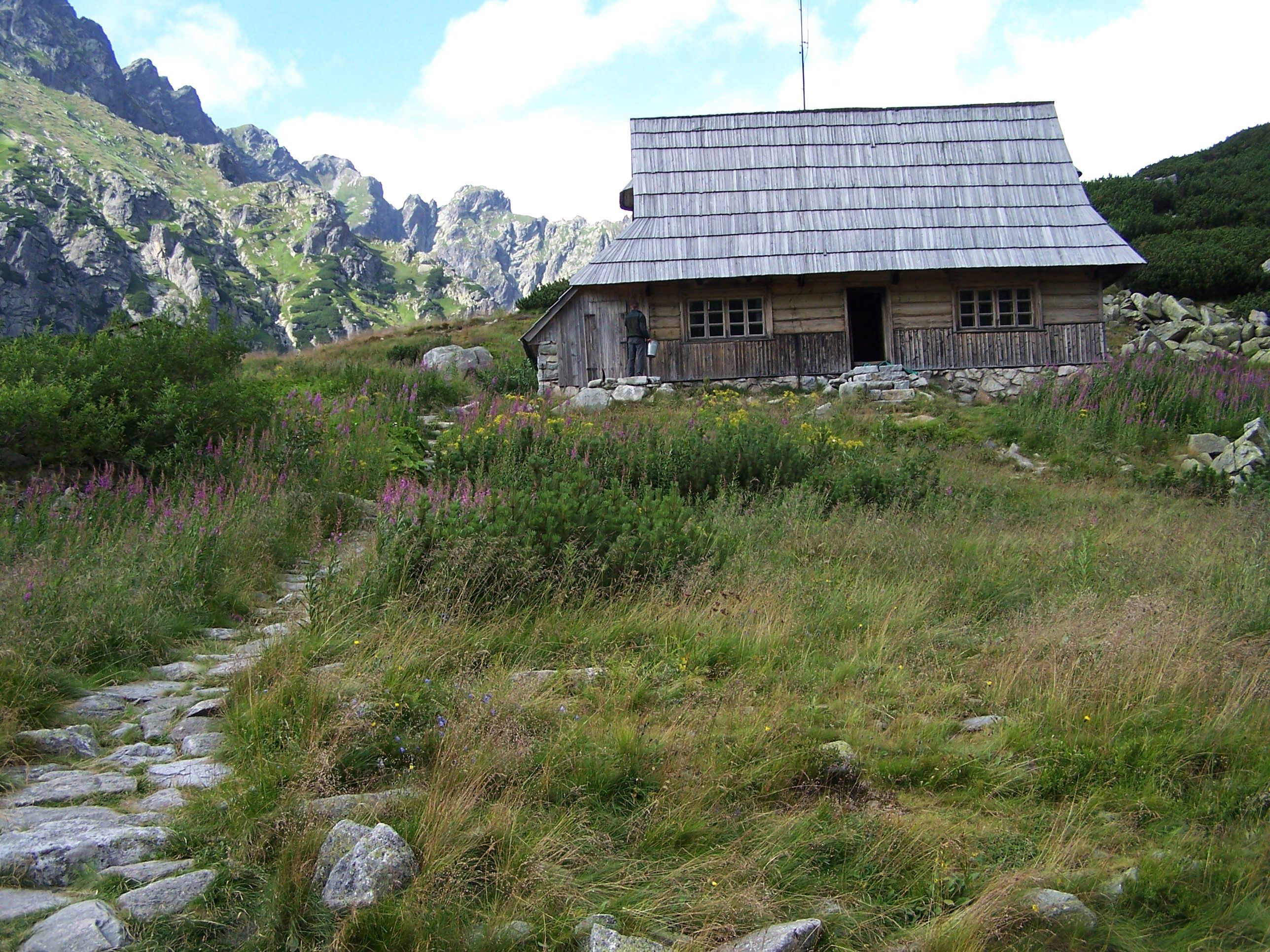
Strażnicówka TPN

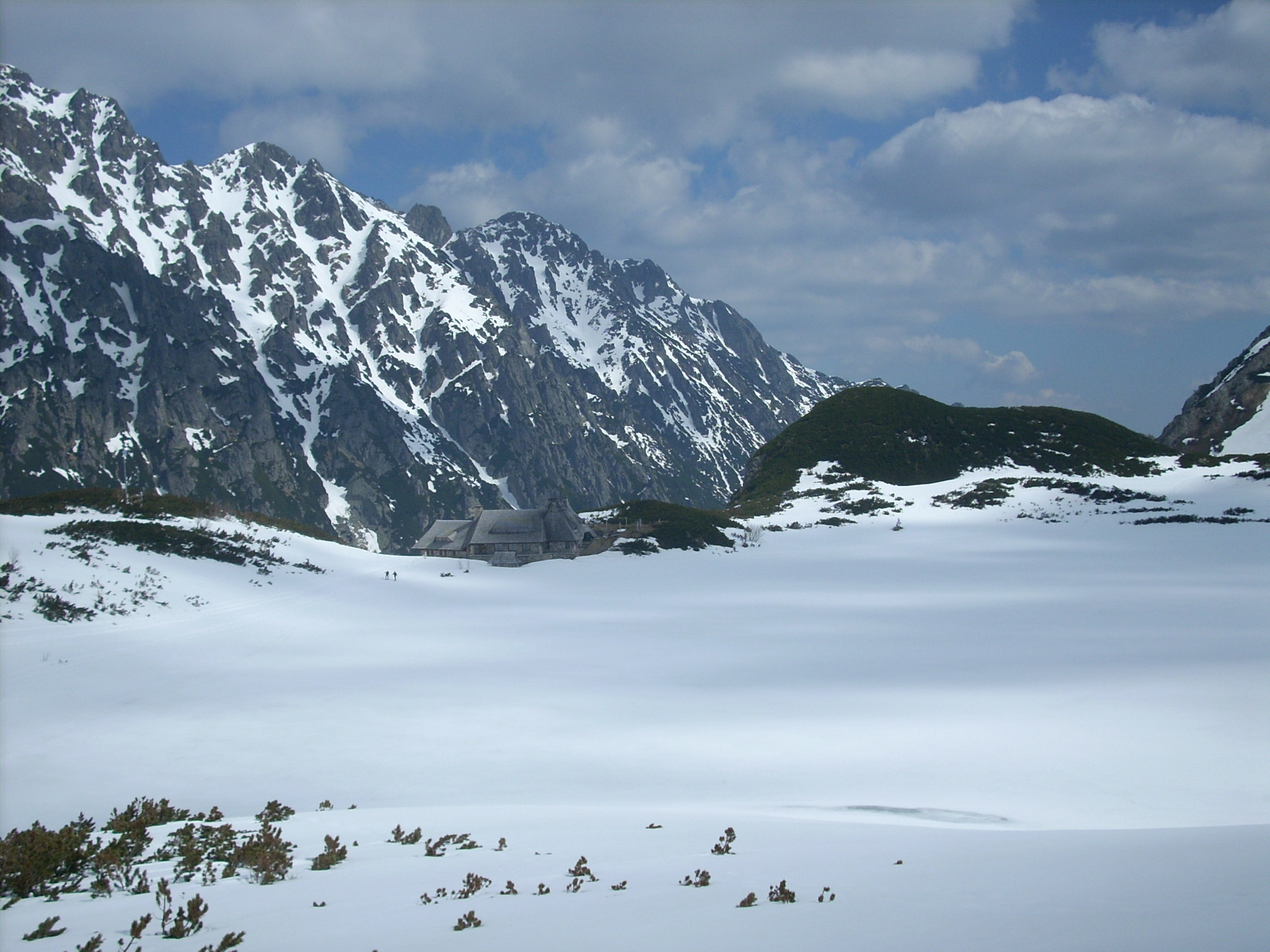
Schronisko w dolinie na tle gór

Dolina Pięciu Stawów Polskich (niem. Fünfseetal, słow. Dolina Piatich Poľských plies, węg. Lengyel-Öt-tó völgye) – dolina w polskich Tatrach Wysokich.

## Nazewnictwo
Pierwotna, ludowego pochodzenia nazwa doliny to Pięciostawy. W początkach turystyki tatrzańskiej wprowadzono nazwę Dolina Pięciu Stawów. Okazała się myląca, gdyż w słowackich Tatrach jest druga dolina o tej samej nazwie. Dla odróżnienia tych dolin uzupełniono więc obydwie nazwy i obecnie jest Dolina Pięciu Stawów Polskich i Dolina Pięciu Stawów Spiskich. Nazwy są dość długie, w potocznym języku polskich i słowackich bywalców Tatr używa się nazw „Pięć Stawów” i „Pięć Spiskich”. Nazwa obydwu dolin pochodzi od znajdujących się w nich jezior (w Tatrach zwanych stawami), ale w rzeczywistości zarówno po polskiej, jak i słowackiej stronie Tatr w dolinach tych jest nie pięć, ale sześć stawów. Najprawdopodobniej po polskiej stronie najmniejszy z nich (Wole Oko) uznano za niegodny nazwy stawu.

## Topografia
Stanowi odgałęzienie Doliny Białki, górne piętro Doliny Roztoki, oddzielone od niej wysoką ścianą stawiarską. Dolinę otaczają następujące granie i szczyty:
- grań główna Tatr od Świnicy przez Walentkową Grań do Gładkiego Wierchu – na tym odcinku graniczy z Doliną Cichą,
- Liptowskie Mury i dalszy ciąg grani do Szpiglasowego Wierchu, które oddzielają ją od Doliny Koprowej,
- północno-wschodnia grań Szpiglasowego Wierchu od Szpiglasowego Wierchu przez grzbiet Miedzianego po niższy, północny wierzchołek Opalonego Wierchu – tutaj dolina graniczy z Doliną Rybiego Potoku,
- ramię odchodzące od północnego wierzchołka Opalonego Wierchu przez Świstową Czubę do wysokiej ściany stawiarskiej, z której spada wodospad Siklawa. Oddziela Dolinę Pięciu Stawów Polskich od Doliny Roztoki,
- wschodnia grań Świnicy od Świnicy po Kozi Wierch, oddzielająca ją od Doliny Gąsienicowej[3].

Górne piętra tworzą dwie zawieszone dolinki: Dolinka Pusta i Dolinka pod Kołem. Na rozszerzeniu doliny wyróżnia się: Wyżnie Solnisko, Niżnie Solnisko, Nowe Solnisko, Stare Solnisko. Oprócz szczytów wznoszących się w graniach, w dolinie są jeszcze mniejsze wzniesienia: bula Niedźwiedź pod Miedzianem i Walentkowa Kopka w Dolince pod Kołem.

## Opis doliny
Wysokogórska, polodowcowa dolina o długości 4 km, szerokości 2 km i powierzchni 5,5 km², położona jest na terenie Tatrzańskiego Parku Narodowego, na wysokości ok. 1625–1900 m n.p.m. Mieczysław Klimaszewski uważał, że jest ona „zawieszonym i nieodmłodzonym odcinkiem doliny plioceńskiej”. Krajobraz doliny tworzą granitowe szczyty Tatr Wysokich, rozległe płaśnie, gruzowiska dużych głazów, piarżyska, migotliwe tafle jezior, murawy i połacie kosodrzewiny. Lodowiec wyżłobił w dolinie obszerne dno w kształcie sierpa z wierzchołkami skierowanymi na północny zachód (pod Świnicę) i północny wschód (pod Świstową Czubę). W dolinie znajduje się kilka polodowcowych jezior o łącznej powierzchni 61 ha. Największe z nich to Wielki Staw Polski położony na wysokości 1665 m n.p.m. (31,14 ha, głębokość 79,3 m). Pozostałe jeziora to: Zadni Staw Polski, Czarny Staw Polski, Mały Staw Polski, Przedni Staw Polski oraz Wole Oko. Ostatni staw jest jeziorem okresowym i najmniejszym.
Dawniej dolina była wypasana, wchodziła w skład Hali Pięć Stawów. Już Towarzystwo Tatrzańskie przed II wojną światową rozpoczęło wykup terenów tej hali od górali (wykupiło 24% udziału). W 1956 r. TPN ograniczył wypas, a w latach 1963–1965 poprzez wykup lub wywłaszczenia cały obszar doliny stał się własnością TPN, który zlikwidował tutaj pasterstwo. Krowy pasły się do 1968 r.
Przy północno-zachodnim brzegu Wielkiego Stawu, stoi zabytkowa koliba kamienna z drewnianym, spadzistym dachem. Jest to najstarszy zachowany tego typu budynek w Tatrach, datowany na XVII wiek.

## Flora i fauna
Zbocza gór i dno doliny porośnięte jest kosodrzewiną i innymi roślinami alpejskimi (w dolinie nie rosną drzewa, poza jednym modrzewiem nad Wielkim Stawem). Bogata gatunkowo flora. M.in. stwierdzono tutaj występowanie tojadu kosmatego, saussurei wielkogłowej, jarząbu nieszpułkowego, gnidosza Hacqueta, warzuchy tatrzańskiej, turzycy Lachenala, turzycy skąpokwiatowej i ukwapu karpackiego – bardzo rzadkich roślin, w Polsce występujących tylko na nielicznych stanowiskach (większość z nich tylko w Tatrach). Rejon doliny jest ostoją dzikich zwierząt: niedźwiedzia, kozicy, świstaków, jelenia i rysia.

## Turystyka
Turyści odwiedzali tę dolinę od początku XIX w., byli tutaj m.in. Stanisław Staszic i Seweryn Goszczyński. Pod koniec XIX w. wytyczono sieć szlaków turystycznych. Dolina jest zwiedzana również w zimie, co nie zawsze kończy się szczęśliwie. W marcu 1976 r. z wyczerpania zginęło dwóch doświadczonych turystów, którzy w czasie mroźnej zawieruchy śnieżnej podchodzili Doliną Roztoki do schroniska w Dolinie Pięciu Stawów Polskich. Znaleziono ich martwych zaledwie kilkanaście metrów od schroniska.
Jako pierwsi zimą do doliny dotarli Jan Grzegorzewski i przewodnik Bartłomiej Obrochta w dniach 21–22 stycznia 1894 r.
Nad Przednim Stawem położone jest schronisko PTTK w Dolinie Pięciu Stawów. Pierwsze schronisko w dolinie zbudowano staraniem Towarzystwa Tatrzańskiego w 1876 r. nad Małym Stawem (jednoizbowe, granitowe schronisko im. Ludwika Zejsznera). W 1898 r. postawiono obok niego drugie, drewniane schronisko przeniesione z Czerwonych Brzeżków (niedaleko Rusinowej Polany). Rozbudowane i remontowane w kolejnych latach przetrwało do ok. 1927 r. Trzecie z kolei schronisko, staraniem Towarzystwa Tatrzańskiego, wybudowano w latach 1924–1927 na wale morenowym na północny zachód od Małego Stawu. Było to schronisko im. Leopolda Świerza, a następnie Leopolda i Mieczysława Świerzów. W 1945 r. zostało spalone. W latach 1946–1947 na stoku Wyżniej Kopy w pobliżu ruin poprzedniego schroniska Polskie Towarzystwo Tatrzańskie zbudowało mały, prowizoryczny budynek dający schronienie turystom. Obecne schronisko, stojące nad Przednim Stawem zostało wybudowane w latach 1948–1953. Jest to najwyżej położone schronisko w polskiej części Tatr i jest nazwane imieniem Leopolda Świerza.
Dolina ma gęstą sieć szlaków dla turystów pieszych. Dostępna jest również zimą, zarówno dla turystów pieszych, jak i narciarzy, którzy mogą tutaj uprawiać skialpinizm. Jest też jednym z rejonów uprawiania taternictwa. Wśród taterników największym zainteresowaniem cieszy się Zamarła Turnia.

## Szlaki turystyczne
W okolicach Doliny Pięciu Stawów Polskich znajduje się gęsta sieć szlaków turystycznych:
 – zielony Doliną Roztoki nad Wielki Staw od schroniska Roztoka i szosy z Palenicy Białczańskiej do Morskiego Oka.
- Czas przejścia od schroniska w Roztoce do Wielkiego Stawu: 2:20 h, ↓ 1:50 h
- Czas przejścia od Wodogrzmotów Mickiewicza przy szosie do Morskiego Oka do Wielkiego Stawu: 2:05 h, ↓ 1:40 h

 – czarny szlak, będący alternatywnym dojściem do schroniska nad Przednim Stawem. Czas przejścia od rozstaju ze szlakiem zielonym: 40 min, ↓ 30 min
 – niebieski od Morskiego Oka przez Świstówkę Roztocką obok schroniska nad Przednim Stawem i dalej na przełęcz Zawrat.
- Czas przejścia od Morskiego Oka do schroniska nad Przednim Stawem: 2 h, z powrotem 1:40 h
- Czas przejścia od schroniska na Zawrat: 1:40 h, ↓ 1:30 h

 – żółty od Morskiego Oka przez Szpiglasową Przełęcz do Doliny Pięciu Stawów Polskich, a stąd dalej na Kozią Przełęcz.
- Czas przejścia znad Morskiego Oka przez przełęcz do Doliny Pięciu Stawów: 3:25 h, z powrotem 3:10 h. Od przełęczy 1:10 h, ↑ 1:30 h
- Czas przejścia z Doliny Pięciu Stawów na Kozią Przełęcz: 1:20 h, ↓ 1 h

 – czarny znad Wielkiego Stawu na Kozi Wierch. Czas przejścia: 1:30 h, ↓ 1 h
 – żółty znad Wielkiego Stawu na przełęcz Krzyżne. Czas przejścia: 1:50 h, ↓ 1:20 h
Czasy przejścia podane na podstawie mapy.